# Пограбування по…
«Пограбування по …» (рос. Ограбление по…) — радянський мультиплікаційний фільм для дорослих, що вийшов в 1978 році. Пародія на «гангстерські» фільми різних країн.
Мультфільм складається з чотирьох новел, кожна з яких показує пограбування банку з «характерними особливостями» тієї чи іншої країни (США, Франція, Італія та СРСР). Кожна новела пародіює детективні фільми відповідних країн 1960-70-х років, з них використовується безліч кліше, а мальовані герої схожі на популярних акторів того часу.

## Сюжет
Перша частина, «Пограбування по-американськи», висміює стереотипи США в радянському поданні (реклама, хмарочоси, стриптиз-бари) і пародіює американські гангстерські бойовики з безліччю перестрілок, вибухів, інтриг і вбивств. За викраденими з банку коштовностями спокійно стежить шериф, холоднокровний «супер-герой», який наприкінці забирає викрадене собі, кажучи при цьому: «Дуже шкода, але злочинцям вдалося сховатися …».
У «Пограбуванні по-французьки» компанія з чотирьох спільників (злочинець, що вийшов на волю, господиня бару, молодий відвідувач бару і ручна миша) розробляє хитромудрий план, заснований на безлічі неможливих в реальному житті випадковостей, ретельно до нього готується і вдало грабує банк. Наприкінці гроші у них викрадає «п'яний» відвідувач бару, який стежив за ними, але й він попадається поліції з вкраденими грошима. Основними об'єктами пародії можна вважати фільм 1967 «Сонце бродяг», який відомий також як «Ви не все сказали, мосьє Фарран» і фільм 1963 «Мелодія з підвалу» із Жаном Габен у головній ролі. Сама кінцівка — свого роду пародія на фільм «Диявол і десять заповідей» (1962).
Пограбування по-італійськи висміює корупцію і силу особистих зв'язків в Італії, інфляцію, а також знамениті італійські лінь і нехлюйство. П'яниця і батько багатодітної сім'ї, нащадок благородних князів Маріо Бріндізі, після того як його дружина Лючія народила трьох близнят (додатково до вже наявних дітей, деяких від колишньої дружини, яка лояльна до його способу життя), займає у всіх гроші, обіцяючи віддати, коли пограбує банк. Про те, що він збирається це зробити, знають всі, в тому числі поліція, але ніхто нічого не робить. Більше того, кредитори, втомившись від його вічних обіцянок, самі приносять його в банк, де знайомі службовці із задоволенням віддають йому гроші. Але як тільки Маріо роздає борги, він залишається знову ні з чим.
Герої фільму згадують «святого Януарія» («Хай допоможе тобі святий Януарій») — можливо, що це відсилання до фільму "Операція "Святий Януарій "(1966 рік).
Пограбування по … (у цензурній версії 1978 відсутній) — заключна частина, яка не має власної назви (умовно «Пограбування по-радянськи»), для радянських глядачів грає роль останньої фрази в анекдоті і пародіює радянську дійсність. Два явних кримінальника кожен день ходять до ощадкаси, бажаючи її пограбувати, але її весь час зачинено (то на санітарний день, то на ремонт). Нарешті через рік їх терпець уривається, і вони самостійно закінчують ремонт, що стоїть на місці через зневажливе ставлення. Але коли вони, нарешті, заходять в готову будівлю, до входу підходить міліціонер Аніскін і вішає вивіску «Міліція». Камера від'їжджає назад, і глядачі бачать популярний у той час рекламний плакат — «Зберігайте гроші в ощадній касі».

## Персонажі
Усі головні персонажі змальовані з реальних акторів: Пограбування по-американськи
- шериф — Марлон Брандо
- фатальна жінка — Елізабет Тейлор
- лучник, задушений поцілунком — ?
- стриптизер — Кірк Дуглас

Пограбування по-французьки
- старий грабіжник — Жан Габен
- старий грабіжник, переодягнений у сантехніка — Фернандель
- начальник тюрми — Поль Пребуа
- молодий грабіжник — Ален Делон
- господиня бару — Бріжит Бардо
- «П'яний» відвідувач бару — Луї де Фюнес
- охоронець банку — Ноель Роквер

Пограбування по-італійськи
- Маріо Бріндізі — Марчелло Мастроянні
- Лючія, його дружина — Софі Лорен
- поліцейський — Альберто Сорді

Пограбування по-радянськи
- перший грабіжник — Станіслав Чекан
- другий грабіжник — Савелій Крамаров
- міліціонер — Михайло Жаров

## Цікаві факти
Заставка мультфільму є гумористично зміненою заставкою американської кінокомпанії Metro-Goldwyn-Mayer — лева несподівано «викидає» Чебурашка який і займає його місце.

## Нова редакція фільму
Остання частина мультфільму («… по-радянськи») була заборонена до показу цензурою. Крім ідеологічних міркувань, причина була також у тому, що один з героїв був списаний з Крамарова, який в 1981 році емігрував до США і позбувся громадянства СРСР. Повна версія мультфільму з відновленим четвертим фрагментом була випущена в 1988 році.